# Општина Гарлени (Бакау)
Гарлени (рум. Gârleni) општина је у Румунији у округу Бакау.
Oпштина се налази на надморској висини од 190 m.